# Petter Speet
Petter Speet, född 1610 i Lübeck, död 1665 i Norrköping, var en betydelsefull person i Sveriges industrihistoria.

## Biografi
Peter Speet var från Lübeck och avlade 4 juli 1637 ed som borgare i Norrköping, det vill säga fick rätt att bedriva handel. Han arbetade där som vantmakare och startade 1642 ett vantmakeri i Norrköping. Speet blev 24 maj 1652 stadfästelse på privilegier i staden och 9 juli 1655 fick han ytterligare stadfästelse på sin privilegier, jämte med Peter Danckwardt. Han avled 1665 och begravdes 3 september samma år i Norrköping.
Speet var riksdagsman för borgarståndet i Sverige av vid riksdagen i Göteborg 1660.

### Övrigt
Petter Speet följde industrimannen Louis de Geer från Nederländerna till Sverige 1635 och arbetade som vantmakare på Holmens bruk i Norrköping. Han nöjde sig dock inte med att vara anställd utan ville starta en egen industri.
Den 10 mars 1642 utfärdades ett privilegiebrev till Petter Speet att tillverka och försälja yllekläder vid Drags kvarn vid Motala ström. Detta markerade grundandet av Drags AB, ett textilföretag som skulle komma att vara verksamt i över 300 år.
På 1650-talet investerade han i gården Skvällinge vid sjön Roxen, och drev den utan att själv bo där permanent. Sönerna Henrik och Petter j:r ärvde Svällinge 1665. 
Speet skänkte en dopfunt i mässing till Östra Skrukeby kyrka. Han ligger begravd tillsammans med Malin Larsdotter i S:t Olai gamla kyrka i Norrköping.

### Familj
Speet gifte sig första gången med Elin (död 1645).
Speet gifte sig andra gången före 29 mars 1646 med Malin Larsdotter, dotter till borgmästaren Lars Henriksson Stockenström och Malin Danielsdotter. De fick tillsammans barnen faktorn Henrik Speet (1653–1705) i Norrköping och faktorn Peter Ehrenspetz (1660–1702) vid vantmakeriet i Norrköping. Efter Speets död gifte Malin Larsdotter om sig med faktorn Abel Becker i Norrköping.